# Per Olav Tyldum

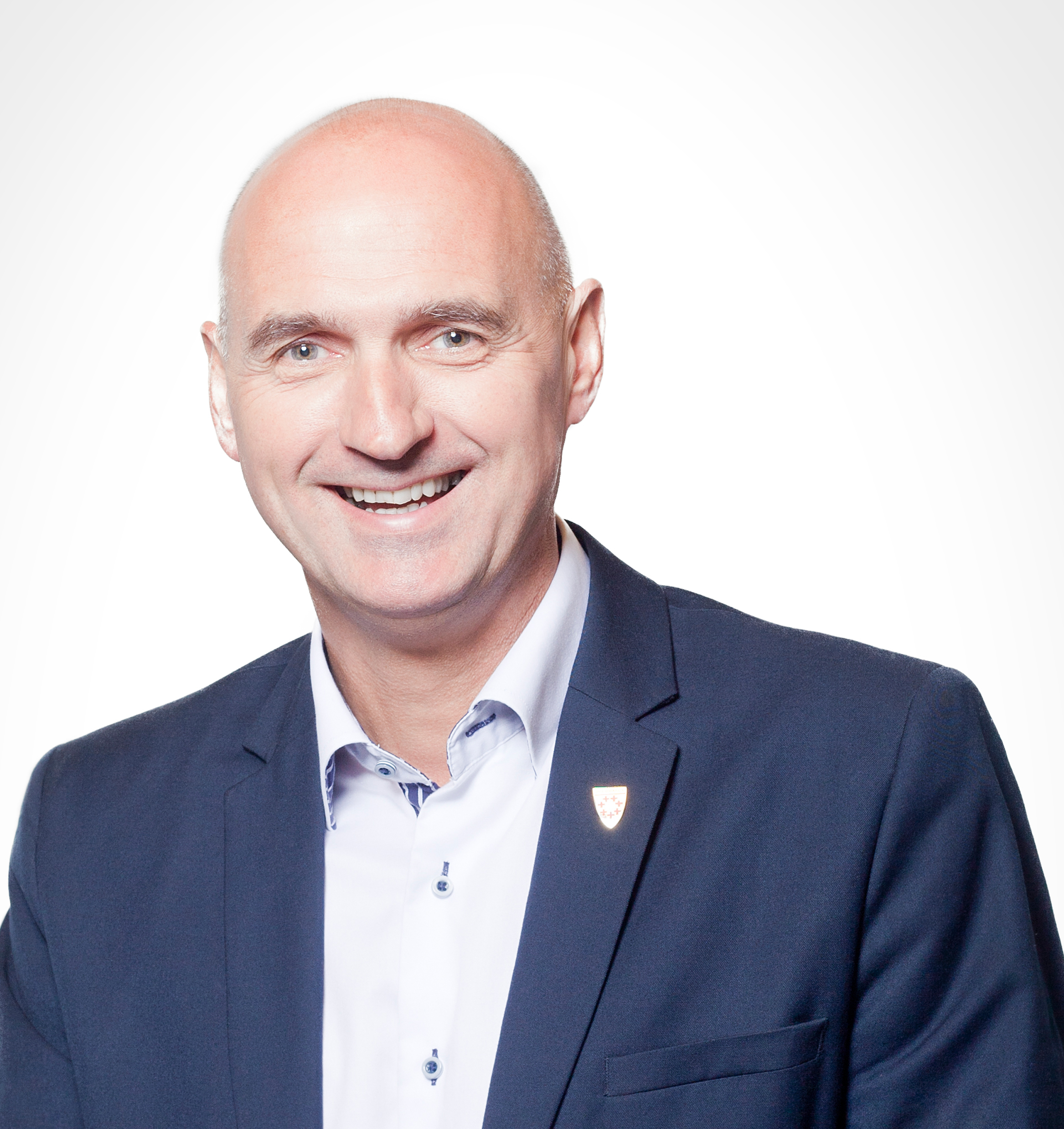
Per Olav Tyldum, 2013

Per Olav Tyldum (* 24. April 1964 in Overhalla) ist ein norwegischer Politiker der Senterpartiet (Sp). Seit 2021 ist er Abgeordneter im Storting.

## Leben
Tyldum arbeitete von 1997 bis 2003 als Regionalchef für die Landwirtschaftsgenossenschaft Felleskjøpet und anschließend bis 2011 für das Tourismusunternehmen Inatur. Von 2011 bis 2021 war er Bürgermeister der Kommune Overhalla. Im Jahr 2020 übernahm er den Vorsitz der Senterpartiet im Fylke Trøndelag, nachdem er zuvor bereits ab 2018 der stellvertretende Vorsitzende gewesen war.
Tyldum zog bei der Parlamentswahl 2021 erstmals in das norwegische Nationalparlament Storting ein. Dort vertritt er den Wahlkreis Nord-Trøndelag und wurde zunächst Mitglied im Wirtschaftsausschuss. Im Dezember 2024 wechselte er während der laufenden Legislaturperiode in den Energie- und Umweltausschuss. Im Februar 2025 ging er in den Familien- und Kulturausschuss über.
Im Vorfeld der Stortingswahl 2025 gab er bekannt, dass er nicht erneut kandidieren werde.